# Popillia octogona
Popillia octogona är en skalbaggsart som beskrevs av Candeze 1869. Popillia octogona ingår i släktet Popillia och familjen Rutelidae. Inga underarter finns listade i Catalogue of Life.